# 篠宮慶子
篠宮 慶子（しのみや けいこ、1970年 - ）はAV女優（フリー所属）。

## 人物・来歴
2005年から2013年に活動した熟女系のAV女優。
趣味・特技として妄想オナニーを挙げている。

## 出演作品

### アダルトビデオ
2005年
- 「同窓会」 篠宮慶子（1月、ワープエンタテインメント）
- 「部長の奥様」（2月、ワープエンタテインメント）
- 「義母」（3月、ワープエンタテインメント）
- 「美熟女筆おろし学院」 （6月、ディープス）
- 「人情そば屋の未亡人おかみ」（7月25日、マドンナ[1]）
- 「マドンナ学園2 ~母たちの派閥闘争~」（7月25日、マドンナ[1]）
- 「近親白書 母親失格」（8月25日、マドンナ[1]）
- 「超絶レズバトル3〜ドロ沼遺産争奪戦〜」（9月、ディープス）
- 「Eクイックでイクイクぅ～！ 秋のママさんバレー」（9月25日、マドンナ[1]）
- 「淫乱！！人妻女医中出し 篠宮慶子」（11月15日、ドリームステージ[1]）
- 「競泳水着の女」（10月、ヒビノ）

2006年
- 「未亡人中出し」（1月、ドリームステージエンタテインメント）
- 「人妻解放区 パイパン美肌妻恥辱快楽」（2月、GUTS）
- 「異常性欲 6 三十路女は底なし」（4月7日、クリスタル映像[1]）
- 「素人マダムズ［LEVEL A］ 其の二十二」（4月14日、アリスJAPAN[1]）
- 「犯された熟女たち 総集編4時間」（4月25日、マドンナ[1]）
- 「人妻尽くしんぼ」（5月20日、クロス[1]）
- 「熟女を凌辱イマラチオ」 篠宮景子（6月、ロッソ）
- 「ディープスロート夫人」（6月、AVS　collector's）
- 「尖り滲む黄昏の熟女と教室」（7月、AVS　collector's）
- 「特選！！人妻タイムス」（7月4日、BAZOOKA[1]）
- 「幾つになっても赤子でいたい僕。 篠宮慶子」（7月18日、タカラ映像[1]）
- 「手コキクリニック 7 ～伝説の看護師 復活スペシャル～」（8月11日、SODクリエイト[1]）
- 「ハイレグマダムズ 男漁りの過激なバカンス」（8月18日、クロス[1]）
- 「パイパンW中出し Vol.3」（9月13日、カルマ[1]）
- 「女校長中出し 篠宮慶子」 （9月20日、タカラ映像[1]）
- 「犯された熟女たち 総集編4時間（セル版）」（10月25日、マドンナ[1]）
- 「最臭兵器 エクソシスターズ8 篠宮慶子」（10月25日、オペラ[1]）
- 「働く人妻中出し 総集編 壱」（11月25日、リームステージ[1]）
- 「S+CONTENTS 4時間 巨乳若妻スペシャル」（11月30日、ワープエンタテインメント[1]）
- 「禁断の愛情総集編4時間」（12月25日、マドンナ[1]）

2007年
- 「激淫乱 2」（2月23日、ルミナス企画[1]）
- 「禁断実録同性愛者の館【限定版】」（4月、アウダースジャパン）
- 「同窓会 篠宮慶子」（4月25日、ワープエンタテインメント[1]）
- 「撮影現場で突然台本にないフェラチオを要求したらモデルはしゃぶってくれるのか？」（5月4日、VIP[1]）
- 「部長の奥様 ［憧れの女性］ 篠宮慶子」（6月3日、ワープエンタテインメント[1]）
- 「絞め滾り漆黒に咲く喉頸の微熱」（7月、幻奇）
- 「美熟女フィーリングカップル」（7月18日、VIP[1]）
- 「レズキス SPECIAL 4」（10月5日、アウダースジャパン[1]）
- 「義母 篠宮慶子」（11月18日、ワープエンタテインメント[1]）
- 「クライマックスダイジェスト 乱舞 ’07-3 （DOD）」（12月10日、アートビデオ[1]）

2008年
- 「S+CONTENTS 4時間 一発目のセックス！！4時間」（2月5日、ワープエンタテインメント[1]）
- 「ディープスロート夫人 ～総集編 2～」（3月1日、AVS collector’s[1]）
- 「ディープスロート夫人 篠宮慶子」（3月24日、AVS collector’s[1]）
- 「未亡人中出し総集編　参」（8月、ドリームステージエンタテインメント）

2009年
- 裏DVD「パイパン美肌妻恥辱快楽」篠宮景子（2月）
- 「排泄まるわかり！スカトロFUCK8時間」（10月7日、オペラ[1]）
- 「レズ顔面騎乗SP」 （10月23日、アウダースジャパン[1]）

2010年
- 「奴隷通信 No.31 篠宮慶子」（1月4日、アートビデオ[1]）
- 「美熟女50人の濃密な接吻4時間」（2月25日、マドンナ[2]）
- 「『湯治人。』第4集~それぞれの湯治のかたち~湯治場:東鳴子温泉(宮城県)【冬編】」（3月26日）
- 「マドンナ7周年記念 特選美熟女100人16時間」（12月19日、マドンナ[3]）

2011年
- 「排泄まる見え！脱糞BEST オペラ女優の脱糞シーン全部見せます！」（2月4日、オペラ[4]）
- 「蘇る！近親相姦 母親失格大全集16時間」（7月1日、マドンナ[5]）
- 「絶頂アクメ！熟マンクンニ120連発4時間」（7月31日、マドンナ[6]）
- 「ALEDDIN Classics09 女校長中出し」（10月、TAKARA　VISUAL）

2012年
- 「【アウトレット】ディープスロート夫人 ~総集編 2」
- 「近親●姦 8時間50連発！！」（8月25日、クリスタル映像[7]）
- 「ALEDDIN Classics09 女校長中出し」（10月、TAKARA　VISUAL）
- 「妖艶熟女の喉頸と哀愁の血管（幻奇）」（12月）

2013年
- 「脱糞時のアナルがノーモザイク！最臭兵器エクソシスターズ 2000本限定コレクターズBOX」（1月20日、オペラ[8]）
- 「妖艶熟女の喉頭と哀愁の血管」（8月2日、オペラ[9]）